# Ilha dos Amores (Pampulha)
A Ilha dos Amores é uma ilha lacustre artificial localizada na Lagoa da Pampulha, no município de Belo Horizonte, em Minas Gerais. A ilha foi originada pela inundação do terreno circundante pelas águas da lagoa, que se formou em 1938 após represamento do ribeirão da Pampulha. Situa-se totalmente isolada das margens da lagoa. O acesso só é possível por meio de barcos e, atualmente, depende de autorização da Secretaria Municipal de Meio Ambiente e da Superintendência de Desenvolvimento da Capital (Sudecap). De acordo com o planejamento urbano do município de 1940, projetava-se instalar na ilha uma área de lazer, mas o projeto não foi realizado.
A ilha se localiza num compartimento mais raso da lagoa, com profundidades inferiores a 1,0 metro, e próximo aos ribeirões afluentes Ressaca e Sarandi, de onde provém a maioria da poluição e dos nutrientes que chegam à lagoa. Por essa razão, o compartimento da lagoa é afetado por intenso assoreamento.

## Planejamento urbano
Após a inundação do terreno que formou a Pampulha, uma parte não inundada cercada pela lagoa recebeu a denominação de Ilha dos Amores. A ilha foi idealizada para passeios turísticos e recebeu trabalhos urbanísticos para a criação de um jardim projetado pelo paisagista Roberto Burle Marx. Entre os jardins, seria possível realizar caminhadas por trilhas já existentes, permitindo a visitação. Nas últimas décadas, após poluição da lagoa e o fim das atividades náuticas, a ilha deixou de ser visitada e a prefeitura deixou de realizar a manutenção dos jardins. Atualmente, as árvores cresceram no local e é quase impossível entrar e penetrar na ilha, que se tornou um refúgio de animais silvestres.

## Preservação ambiental
A preservação da ilha, embora tenha uma área pequena, é relevante para conservação da fauna e da flora. O estudo de zoneamento ambiental coordenado pela Secretaria de Estado de Meio Ambiente e Desenvolvimento Sustentável do Governo de Minas Gerais e realizado em parceria com a Universidade Federal  de Lavras classifica a localização da ilha dos Amores como prioritária para conservação de répteis e anfíbios.